# Eliana Rocha
Eliana Rocha (Santos, 14 de abril de 1944) é uma atriz brasileira. 

## Biografia
Nasceu em 14 de abril de 1944 na cidade de Santos. Bacharala em direito e em teatro.
Essencialmente de teatro, teve algumas participações na televisão. Em 1974, juntando-se a Jandira Martini, Ney Latorraca, entre outros, funda a Royal Bexiga's Company. O grupo monta diversos espetáculos. Em 2007, Eliana  participa da peça A Graça da Vida, ao lado de Nathalia Timberg, Graziella Moretto, Emílio Orciollo Netto, Ênio Gonçalves, Clara Carvalho e Fábio Azevedo. No mesmo ano, Eliana Rocha escreve a biografia do ator e dramaturgo Marcos Caruso, lançada na Coleção Aplauso, da Editora Imprensa Oficial do Estado de São Paulo.

## Filmografia

### Trabalhos na TV
| Ano     | Título                   | Personagem                | Notas                                    |
| ------- | ------------------------ | ------------------------- | ---------------------------------------- |
| 1990    | Meu Bem, Meu Mal         | Mãe de Dirce              | [ 2 ]                                    |
| 1996    | Razão de Viver           | Rosaly                    | [ 3 ]                                    |
| 1998    | Chiquititas              | —                         | Participação                             |
| 2002    | Marisol                  | Romualda                  |                                          |
| 2005    | Senta Que Lá Vem Comédia | —                         | Episódio: "Onde Canta o Sabiá"           |
| 2007    | Mothern                  | —                         | 1 episódio                               |
| 2008    | Negócio da China         | Luli Maria                |                                          |
| 2008    | Toma Lá, Dá Cá           | Solângela                 | Episódio: "A Isadora o Que é de Isadora" |
| 2013-16 | Pé na Cova               | Luz Divina Jardim da Mata | 71 episódios                             |
| 2019    | Eu, a Vó e a Boi         | Belize Bangalow           | 6 episódios                              |

### Trabalhos no Cinema
| Ano  | Título             | Personagem          | Notas          |
| ---- | ------------------ | ------------------- | -------------- |
| 1984 | Divina Previdência | Funcionária pública | Curta-metragem |
| 1994 | A Causa Secreta    | —                   |                |

## No Teatro
| Ano  | Título                                                    | Direção                        |
| ---- | --------------------------------------------------------- | ------------------------------ |
| 1965 | O Cristo Nu                                               | Carlos Alberto Soffredini      |
| 1972 | A capital federal                                         | Flávio Rangel                  |
| 1973 | Mais quero asno que me carregue que cavalo que me derrube | Elvira Gentil                  |
| 1974 | O Que Você Vai Ser Quando Crescer                         | Silnei Siqueira                |
| 1974 | Ai de Ti, Mata Hari                                       | Silnei Siqueira                |
| 1977 | Em moeda corrente do país                                 | Sílvio Zilber                  |
| 1979 | As Avestruzes                                             | Irene Ravache                  |
| 1981 | Em defesa do companheiro Gigi Damiani                     | Jandira Martini                |
| 1983 | Comunhão de bens                                          | Francarlos Reis                |
| 1987 | Sua Excelência, o candidato                               | Silnei Siqueira                |
| 1989 | O Vison Voador                                            | Odavlas Petti                  |
| 1991 | O estranho casal                                          | Carlos Moreno                  |
| 1992 | A vida é uma ópera                                        | Celso Nunes                    |
| 1993 | Gilda, um projeto de vida                                 | José Possi Neto                |
| 1995 | Porca miséria                                             | Gianni Ratto                   |
| 1997 | Os Reis do Improviso                                      | Noemi Marinho                  |
| 1999 | S.O.S Brasil                                              | Marcos Caruso                  |
| 2003 | Sonho de Uma Noite de Outono                              | Eliana Rocha & Jandira Martini |
| 2006 | As Mulheres da Minha Vida                                 | Daniel Filho                   |
| 2008 | A Graça da Vida                                           | Aimar Labaki                   |
| 2009 | Um Dia (Quase) Igual Aos Outros                           | Neyde Veneziano                |
| 2011 | A Gaiola das Loucas                                       | Miguel Falabella               |
| 2016 | Volpone                                                   | Neyde Veneziano                |

## Livros
- Marcos Caruso - um obstinado (2007)
- Memórias de um tempo não vivido (2017)